# Гримм, Филипп
Фридрих Филипп Эдуард Гримм (нем. Friedrich Philipp Eduard Grimm; 1 апреля 1909, Цвизель, Германская империя — 16 апреля 1984, Байройт, ФРГ) — оберштурмфюрер СС, начальник по использованию рабочей силы в концлагерях Бухенвальд, Нойенгамме и Заксенхаузен.

## Биография
Филипп Гримм родился 1 апреля 1909 года в семье военнослужащего. После окончания школы учился на пекаря, обучение закончил в 1927 году. Впоследствии был волонтёром на бумажной фабрике в Нюрнберге, затем получил коммерческое образование, окончив обучение в 1931 году. После этого недолго работал продавцом автомобилей, а в 1932 году возглавил винный ресторан своих родителей в Байройте. 
1 июня 1930 года вступил в НСДАП (билет № 247809), а 1 марта 1933 года был зачислен в ряды СС (№ 75948). С 1937 года служил в различных управлениях СС. В 1939 году закончил обучение в административной школе СС в Берлине и был назначен казначеем и начальником управлений в нескольких штандартах СС отрядов «Мёртвая голова».

С начала апреля 1940 года служил в концлагере Бухенвальд, где был сначала заведующим хозяйственной части, а с конца ноября 1942 года — руководителем по использованию рабочей силы. Впоследствии стал руководителем по использованию рабочей силы в концлагере Заксенхаузен, а затем был переведен в управленческую группу D отдел II Главного административно-хозяйственного управления СС. Потом Гримм был зачислен  в штаб комендатуры концлагеря Плашов. С июля 1944 по март 1945 года был руководителем по использованию рабочей силы в концлагере Нойенгамме. С конца 1944 года из Нойенгамме со стороны отдела использования рабочей силы не поставлялись заключённые в сублагерь: 
Господин Гримм считал, что было бы невыгодно отправлять заключённых в Нойенгамме и получать оттуда соответствующую замену для использования на дрожжевом заводе, так как в настоящее время «рабочий материал» в Нойенгамме достаточно плох. Из-за болезней большинство заключённые в Нойенгамме были нетрудоспособны.

### После войны
По окончании войны был арестован и проходил обвиняемым на Главном Бухенвальдском процессе. Гримму вменялось избиение заключённых союзнических войск и составление поимённого списка с нетрудоспособными заключённым, которые в дальнейшем умерщвлялись. 14 августа 1947 года был приговорён к смертной казни через повешение. Позже приговор был заменён на пожизненное заключение. 12 февраля 1954 года Гримм был освобождён из Ландсбергской тюрьмы. Умер в 1984 году в Байройте.